# مدينة حسياء الصناعية
مدينة صناعية في بلدة حسياء جنوب حمص وسط سوريا.

## أهمية المدينة
مدينة حسياء الصناعية هي مدينة صناعية تقع وسط الجمهورية العربية السورية، تبعد 40 كيلو متر جنوب مدينة حمص، على الطريق الدولي الذي يربط حمص ودمشق مما يوفر لها سهولة نقل وشحن البضائع والمواد الخام والمنتجات.
وعلى هذا فقد تم إعداد خطة عامة طويلة المدى تحدد مسار التنمية لهذه المدينة الفتية على أكمل وجه ممكن، وتتمثل أهم أهداف هذه الخطة :
1. ترجمة أهداف الخطة التنموية الخمسية للدولة إلى مشروعات وبرامج لتنمية وتطوير مدينة حسياء الصناعية.

1. وضع إطار شامل ومتكامل للتنمية بما يكفل توجيه دقة للمدينة في الاتجاه المرسوم لها.

1. تشجيع الاستثمار في القطاع الصناعي الخاص، وكذلك القطاعين التجاري والسكني في المدينة.

1. مراقبة المدينة وتطورها لتقويم مراحل النمو واكتشاف أي آثار عكسية في وقت مبكر.

1. تحديد متطلبات التنمية والتطوير من تجهيزات أساسية ومرافق ومساكن وغيرها من الخدمات الاجتماعية والبلدية لضمان توفير الراحة والاستقرار لقاطني المدينة.

1. تحديد النطاق العمراني، ووضع الأنظمة واللوائح اللازمة تفادياً للنمو والتوسع العمراني.

1. وضع البرامج اللازمة لتطوير وتنمية الكوادر الوطنية وإعدادها للاضطلاع بمهمة تنمية وتطوير وإدارة المدينة.

## التخطيط العمراني
```
لقد تم إنجاز المخطط التنظيمي لمشروع المدينة الصناعية جنوب حسياء بعد تحليل واسع لمفهوم الصناعات في تخطيط المدن ومراعاة المواضيع التي تدخل في صلب الدراسة التخطيطية للمشروع من الفعاليات التالية :
[
1
]
```

| الفعاليات الصناعية                         | المساحة بالهكتار |
| ------------------------------------------ | ---------------- |
| الصناعات المتوسطة والكبيرة والمركز الإداري | 1508             |
| الصناعات الخفيفة                           | 165              |
| منطقة السكن العمالي                        | 440              |
| المنطقة الترفيهية والخدمات الاجتماعية      | 56               |
| المنطقة الرياضية                           | 33               |
| الإجمالي                                   | 2202             |
| محطة القطار                                | 24               |
| المسيل الجنوبي والأشرطة الخضراء            | 79.4             |
| أوتستراد وحرم التوتر والعقد                | 145              |
| الطرق الرئيسية للمنطقة                     | 44.6             |
| الإجمالي                                   | 2495             |

## البنية التحتية
- تتزود المدينة الصناعية بالمياه من حوض القلمون الذي يمكن أن يغذي المدينة ب 8 ملايين م3/سنوياً ويمكن أن تصل إلى 14 مليون م3.
- تم حفر حوالي 20 بئر تعطي 8 ملايين م3 ستغذي المدينة عن طريق خزانات تجميعية تربط هذه الآبار وعبر خط الجر الواصل إلى خزانات توزيع إلى شبكة المدينة .
- كما تم البدء بدراسات تنفيذ خط جر مياه الفرات إلى المدينة ما يؤمن أكثر من 30 مليون م3/سنوياً.[2]